# تكريم
تكريم هي مؤسسة أنشأها الإعلامي اللبناني ريكاردو كرم في العام 2009 بهدف تسليط الضوء على مبدعين من العالم العربي. وهي بذلك تساهم في كسر الصورة النمطية الرائجة عن المنطقة، وتقدّم نماذج مشرقة منها، تشكّل قدوةً ومثالاً للأجيال الشابة. تختار مؤسسة «تكريم» وجوهاً عربية، سواء كانوا أفراداً أم مؤسسات، في سبيل رسم أفضل صورة عن العالم العربي. تقيم «تكريم» فعاليات ونشاطات مختلفة خلال العام، إضافةً إلى حفل توزيع الجوائز الذي يُقام كل عام في مدينة مختلفة، وهو يجمع النخبة السياسية والثقافية والاجتماعية والعلمية من حول العالم.
في عام 2019، توسّعت المؤسسة لتشمل أنشطة في الولايات المتحدة الأميركية، إيماناً بأهمية بناء الجسور بين الأميركيين العرب والشباب الصاعد في المنطقة.

## تاريخ المؤسسة
أطلق ريكاردو كرم مؤسسة «تكريم» في المعهد العالي للأعمال في بيروت، عندما لمس من خلال برامجه وحواراته التلفزيونية إجحافًا في حقّ العديد من المبدعين العرب الذين لم ينالوا الاعتراف الاجتماعي الذي يستحقونه. وقال في إحدى مقابلاته: ”ولدت (تكريم) لتكون بمنزلة بقعة ضوء تظهر للعالم قدراتنا على الإنجاز لا بل الابداع رغم ما نعيشه من أزمات وحروب. وفي خضم المعاناة نستمّر في النضال ومعانقة النجاح والمضي قدماً نحو الأمام والغد“.

## النشاطات
تعقد مؤسسة «تكريم» أنشطة على مدار العام من مؤتمرات وحلقات النقاش والندوات والمنتديات، بالإضافة إلى حفل توزيع الجوائز السنوي. تستضيف هذه الانشطة شخصيات بارزة من المنطقة العربية والعالم، تشارك رؤاها حول قضايا مهمّة، من وحي تجاربها الحياتية والمهنية الناجحة.

### حلقات نقاش
| العام | المدينة | العنوان                                  | المتحدثون                                                                            |
| ----- | ------- | ---------------------------------------- | ------------------------------------------------------------------------------------ |
| 2023  | لندن    | احتضان التغيير من أجل مستقبل أكثر إشراقاً | فارس العقاد، باسم حيدر، صلاح خليل.                                                   |
| 2022  | جنيف    | الهجرة القسرية وحقوق اللاجئين            | خالد جناحي، فادومو دايب، أروى ديمون، وخالد قصير.                                     |
| 2019  | لندن    | نساء يشكّلن أحداث العالم                  | المصرفية كارين فرانك، الإعلامية نينا دوس سانتوس، الناشطة في حقوق الإنسان فادومو دايب |
| 2018  | باريس   | القيادة في زمن الصعوبات                  | الصناعي كارلوس غصن، والأميرة ريما بنت بندر آل سعود، الإعلامية هلا غوراني.            |

### الندوات
| العام | المدينة | العنوان                       | المتحدثون |
| ----- | ------- | ----------------------------- | --- |
| 2017  | عمان    | نساء رائدات تشاركن خبراتهن    | الدكتورة مي شدياق، الصحافية رندة حبيب، الإعلامية رانيا عطالله، المهندسة منى بطاينة.                                                                          |
| 2017  | عمان    | العالم العربي بين اليوم والغد | السيد خالد جناحي، المهندس غسان صعب، المعماري طارق خياط، الصحافية دلع المفتي، الناشطة ثريا بهجت، الناشطة ساره أبو شعر.                                        |
| 2015  | دبي     | المرأة العربية اليوم          | الشيخ صالح التركي، الناشطة فيان دخيل، رجل الأعمال جورج الترس، الدكتور طارق صميلي، الدكتورة جمانة عوده، الناشطة ماجدة السنوسي.                                |
| 2015  | دبي     | مستقبل الشباب العربي          | الدكتور فضلو خوري، الناشط البيئي بول أبي راشد، الدكتورة سمر الحمود، المهندس سمير بريخو، المهندس نبيل حبايب، السيد مازن تمار.                                 |
| 2014  | مراكش   | معاً نحو النجاح                | المهندس سمير بريخو، المهندس عثمان سلطان، الصائغ مروان شاتيلا، الناشطة الدكتورة منى مكرم عبيد، الإعلامية ليلى الشيخلي، رئيسة مؤسسة "باسل فليحان" يسمى فليحان. |

## تاك مايندز
في عام 2018، أطلقت مؤسسة «تكريم» منصّة «تاك مايندز» للإضاءة على التحدّيات المجتمعية والعقبات التي تواجه المواهب الناشئة وكيفية التغلّب عليها ولتمكين صنّاع التغيير من التفاعل ونسج خيوط غدٍ أفضل. لم تولد «تاك مايندز» للاحتفاء بطاقات العالم العربي فقط بل لتأمين آلية للتواصل، لمدّ الجسور وإيجاد وسائل جديدة لبناء مجتمعات مستدامة للأجيال القادمة.

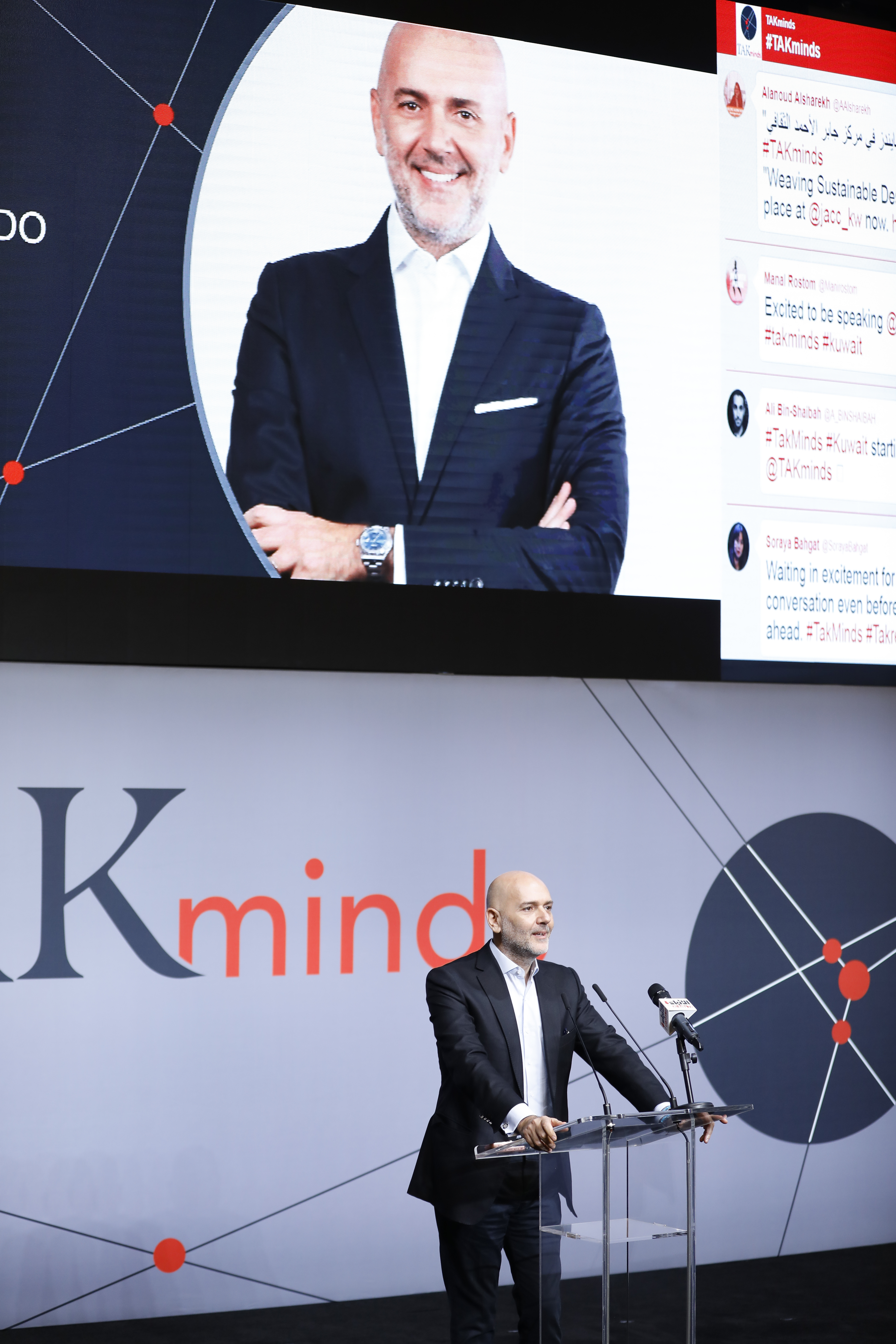
ريكاردو كرم خلال إطلاق منصة تاك مايندز في الكويت، 2018

| العام | المدينة    | الموضوع العام                     | العنوان                                                                             | المتحدثون |
| ----- | ---------- | --------------------------------- | ----------------------------------------------------------------------------------- | --- |
| 2023  | بيروت      | سياسة الصدمة والشفاء الجماعي      | من الناجي إلى المزدهر: كيف تعزز القوة والاستمرارية الشفاء والنمو في الإصابة المعقدة | الدكتور فريد طليع |
| 2023  | بيروت      | سياسة الصدمة والشفاء الجماعي      | من المدن المهدمة إلى الشفاء الحضري                                                  | عبد الحليم جبر، بشير مجاعص، كميل أمون، عبير سقسوق                                                                                   |
| 2023  | بيروت      | سياسة الصدمة والشفاء الجماعي      | التماسك الاجتماعي والحوكمة: عندما تتدخل المؤسسات الخاصة                             | نديم غنطوس، منى حلاق، بيار عيسى، ريما فريجي                                                                                         |
| 2023  | بيروت      | سياسة الصدمة والشفاء الجماعي      | المساحات الرقمية: حول السرد الإلكتروني والمجتمعات السيبرانية                        | ريتشارد رباط |
| 2023  | بيروت      | سياسة الصدمة والشفاء الجماعي      | الأساليب غير التقليدية للتعلّم والنمو                                                | أنطوان كرم، ريما رمضان، ليا بارودي، علاء مناوي، آربي مانكساريان                                                                     |
| 2023  | بيروت      | سياسة الصدمة والشفاء الجماعي      | الشفاء من خلال الصوت والتحولات الجسدية الدقيقة                                      | كريسانا لوك، مازن حرب |
| 2023  | بيروت      | سياسة الصدمة والشفاء الجماعي      | المسرح من الداخل                                                                    | علاء مناوي |
| 2023  | بيروت      | سياسة الصدمة والشفاء الجماعي      | عرض طوال اليوم: خيوط السرد                                                          | كارول منصور |
| 2023  | لوس أنجلوس | مشاركة المسرح واحتضان التغيير     | القيادة من أجل المجتمع                                                              | خالد جناحي، إميل حداد، ميشلين نادر، لين منذر، سارة أبو شعر، بيجي بيدويان، ميمونة حسين - قطّان، توماس أبراهام، وديبورا بانديت صواف.   |
| 2023  | لوس أنجلوس | مشاركة المسرح واحتضان التغيير     | الذكاء الاصطناعي والتكنولوجيا                                                       | آدم طه، فرانسيس زيك، فرنسيس نادر، محمد دياب، طوني تنوري.                                                                            |
| 2023  | لوس أنجلوس | مشاركة المسرح واحتضان التغيير     | البيئة والاستدامة                                                                   | ماهر دمك، إبراهيم الحسيني، شهاب كوران.                                                                                              |
| 2023  | لوس أنجلوس | مشاركة المسرح واحتضان التغيير     | الفنون والتصميم                                                                     | مهند ملص، آندي كوهين. |
| 2023  | لوس أنجلوس | مشاركة المسرح واحتضان التغيير     | تطوير الاعمال                                                                       | بيل كاربو، جيف وولف، فابيان باتاغليا، بريان ليو، سيشا نيرفانان.                                                                     |
| 2022  | ميامي      | قوة المجتمع وخلق فرص لقادة الغد   | قصص ملهمة / كيفية بناء مشروع تجاري ناجح                                             | أميل دحداد، مهى العلمي، جورج الترس، لاربي بنسلمان، رنا سلام                                                                         |
| 2022  | ميامي      | قوة المجتمع وخلق فرص لقادة الغد   | جذب المستثمرين / ما يحتاج روّاد الأعمال إلى معرفته                                   | ريبيكا بو شبل، رزميغ بولاديان، دكتور خالد جناحي، حبيب كيروز                                                                         |
| 2022  | ميامي      | قوة المجتمع وخلق فرص لقادة الغد   | قوة الشباب / توجيه الجهود الخيرية وتخصيص رؤؤس المال نحو التغيير الفعال              | دكتور ريتشارد ويستمارك |
| 2022  | ميامي      | قوة المجتمع وخلق فرص لقادة الغد   | من الإنسان إلى الإنساني / الاستجابة لحالات الطوارئ والالتزامات طويلة الأجل          | دكتور جفري حموده، توماس أبراهام، سيرينا الدادا، مهى فريج، أمل نجار، شربل تاغر                                                       |
| 2022  | ميامي      | قوة المجتمع وخلق فرص لقادة الغد   | الرعاية الصحية والعلوم / التفاوتات الجغرافية والعمل التطوعي                         | دكتور طوني تنوري، دكتور وليد العلمي، دكتور زيد الدادا، دكتور جفري حموده، دكتور دانا الخثيلى                                         |
| 2022  | ميامي      | قوة المجتمع وخلق فرص لقادة الغد   | الارتقاء إلى مساهمة أفضل / دور العرب في تشكيل المشهد العالمي للرعاية الصحية والبحوث | دكتور غيدا الجيبري |
| 2022  | ميامي      | قوة المجتمع وخلق فرص لقادة الغد   | مواجهة الوباء / إحداث التغيير حيثما يجب                                             | دكتور فرنسوا نادر |
| 2022  | ميامي      | قوة المجتمع وخلق فرص لقادة الغد   | المرأة في الأدوار القيادية / تجاوز الحدود                                           | دكتور خالد جناحي، ناديا بلباسي، دكتور اليس فقير، جومانا جابر، دكتور دانا الخثيلى                                                    |
| 2022  | ميامي      | قوة المجتمع وخلق فرص لقادة الغد   | ابتكر ولا تنتظر / دعوة النساء إلى سوق العمل                                         | آني كسباريان، كوليت معلوف، دكتور ميشلين نادر                                                                                        |
| 2022  | ميامي      | قوة المجتمع وخلق فرص لقادة الغد   | تمكين المرأة من خلال التعليم العالي                                                 | الأمير تركي الفيصل بن عبد العزيز آل سعود                                                                                            |
| 2018  | الكويت     | نسج مستقبل مستدام في الشرق الأوسط | القضاء على ظاهرة العنف ضدّ الأطفال                                                   | كايلاش ساتيارثي ناشط حقوقي في مجال حقوق الأطفال                                                                                     |
| 2018  | الكويت     | نسج مستقبل مستدام في الشرق الأوسط | مدن اليوم، مواهب الغد                                                               | المهندس وائل الأعور، المهندس إميل حدّاد، رجل الأعمال رومي حوّاط، المصرفي خالد جناحي، الناشطة الاجتماعية ملك النمر.                    |
| 2018  | الكويت     | نسج مستقبل مستدام في الشرق الأوسط | الفن، مفهوم للبيع؟                                                                  | الدكتورة تمارا الجلبي، المستشارة الفنيّة رنيم زكي فارسي، المستشار الفنّي علي خضرا، الدكتور أحمد ماطر.                                 |
| 2018  | الكويت     | نسج مستقبل مستدام في الشرق الأوسط | ديناميات المجموعة وتمكين المرأة                                                     | الناشطة الحقوقية فادومو دايب، الدكتورة هيفاء جمل الليل، الناشط الحقوقي محمد الناصري، المهندسة رنا النيباري، الدكتورة العنود الشارخ. |
| 2018  | الكويت     | نسج مستقبل مستدام في الشرق الأوسط | أحلام لاجىء                                                                         | المتسلّق مصطفى سلامة |
| 2018  | الكويت     | نسج مستقبل مستدام في الشرق الأوسط | كسر الصور النمطية من خلال الرياضة                                                   | العدّاءة منال رستم |

## حفلات توزيع الجوائز

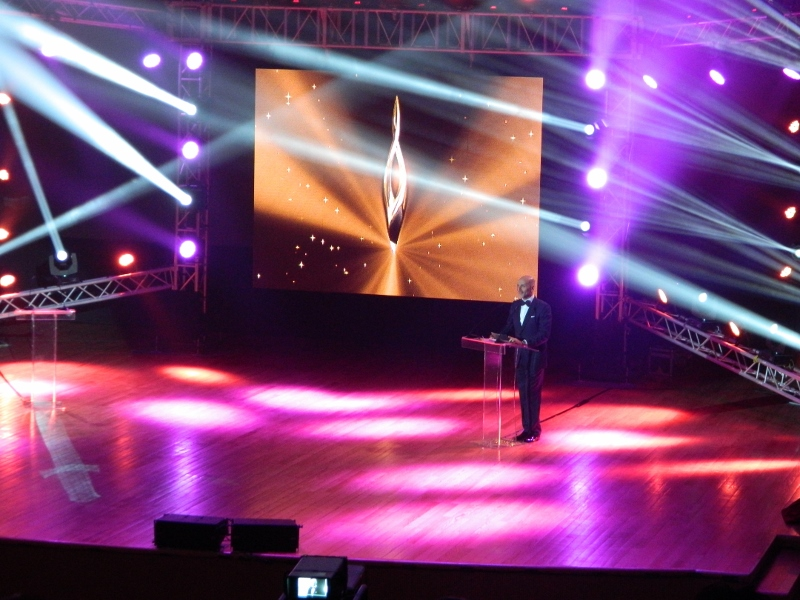
حفل توزيع جوائز تكريم في مراكش، 2014

| العام | المكان  | التاريخ         |
| ----- | ------- | --------------- |
| 2023  | مسقط    | 3 فبراير (2024) |
| 2022  | ابو ظبي | 26 أكتوبر       |
| 2021  | بيروت   | 3 ديسمبر        |
| 2020  | بث رقمي | 29 نوفمبر       |
| 2018  | الكويت  | 17 نوفمبر       |
| 2017  | عمان    | 25 نوفمبر       |
| 2016  | القاهرة | 26 نوفمبر       |
| 2015  | دبي     | 14 نوفمبر       |
| 2014  | مراكش   | 8 نوفمبر        |
| 2013  | باريس   | 14 نوفمبر       |
| 2012  | المنامة | 30 نوفمبر       |
| 2011  | الدوحة  | 30 أبريل        |
| 2010  | بيروت   | 25 مارس         |

## عملية اختيار الفائزين

### تقديم الترشيحات
تختار مؤسسة «تكريم» مرشّحيها بشكل موضوعي وبغض النظر عن العمر، والجنس، والجنسية، والدين والانتماء السياسي، على أن يكون المرشّحون من ذوي الأصول العربية باستثناء المرشحّين عن فئة «المساهمة الدولية في المجتمع العربي»، وشرط أن تنطبق على عليهم جميع معايير الجائزة الخاصة بكل فئة، ويتم تصنيف المرشحين المؤهلين في الفئة الأكثر ملاءمة.

### اختيار المرشّحين
يتمّ اختيار المرشحّين إلى الجائزة من خلال مرحلتين لضمان حصول الأفضل على الجائزة. ففي المرحلة الأولى يدرس «المجلس الاختياري» ملفات المتقدّمين، ويرشّح عدداً منهم عن كل فئة. ثم يرفع لوائح الأسماء إلى «المجلس التحكيمي» الذي يختار، في مرحلة ثانية، أسماء الفائزين عن الفئات التسعة للجائزة على أن يتمتّع هؤلاء بأكبر قدر من الميزات المذكورة في المعايير التي جرى تحديدها تبعاً لكل فئة. وتبقى تلك الأسماء سريّة إلى حين إعلانها ليلة الاحتفال.
يتحوّل عمل فريق مؤسسة «تكريم» في تلك المرحلة إلى عمل استشاري صرف، من دون أن يكون له أي تدخّل أو مشاركة في المرحلتين.

## فئات الجائزة
بالإضافة إلى الجوائز الاستثنائية، تقدّم مؤسسة «تكريم» في كلّ دورة جائزة إلى فرد أو مؤسسة في المجالات التالية:
- المبادرون الشباب
- الإبداع العلمي والتكنولوجي
- الإبداع الثقافي
- التنمية البيئية المستدامة
- المرأة العربية الرائدة
- الإبداع في مجال التعليم
- الخدمات الإنسانية والمدنية
- القيادة البارزة للأعمال
- المساهمة الدولية في المجتمع العربي

## مجلس «تكريم» التحكيمي
| العام | أعضاء المجلس |
| ----- | --- |
| 2023  | السيد فارس عقاد، السيدة بولا عسكري، الشيخة العنود بنت حمد آل ثاني، السيد خليل جناحي، السيدة رنا زعيم إدريس، السيد ماهر قدورة، السيد صلاح خليل، السيد شوان طه، الشيخة بولا آل صباح، السيد عبد الحميد صديقي، السيد رامز شحادة، السيدة بسمة السليمان، الدكتورة هيام علي. |
| 2022  | الدكتور أحمد هيكل، الليدي حياة بالومبو، الأميرة عالية الطبّاع، الشيخة بولا الصباح، السيد خالد جناحي، السيد عبد الحميد صدّيقي، السيدة بولا العسكري، السيدة فادومو دايب، السيد شوان طه، السيدة مهى قدّورة، الدكتورة فريدة العلّاغي، السيد فاس العقاد، السيد جاسم المنصوري، السيد سمير بريخو، السيد يوسف ديب، السيدة جالا المخزومي، لسيدة ناديا الصحناوي بوليفا، السيد رامز شحادة، والسيدة حنان وريل.                                                |
| 2021  | الدكتور أحمد هيكل، الليدي حياة بالومبو، الأميرة عالية الطبّاع، الشيخة بولا الصباح، السيد خالد جناحي، السيد عبد الحميد صدّيقي، السيدة بولا العسكري، السيدة فادومو دايب، السيد إميل حدّاد، السيد شوان طه، السيد رجا صيداوي، السيدة مهى قدّورة، الدكتورة فريدة العلّاغي، السيد رياض الصادق، الدكتور هلال الساير، السيد سمير بريخو، الدكتور عاكف المغربي، السيد ايلي خوري، السيد فيصل تامر والدكتور بول سالم.                                          |
| 2020  | الدكتور أحمد هيكل، الأميرة عالية الطبّاع، السيد خالد جناحي، الدكتورة فريدة العلّاغي، الليدي حياة بالومبو، السيد عبد الحميد صدّيقي، السيدة بولا العسكري، السيدة فادومو دايب، السيد إميل حدّاد، السيد شوان طه، السيدة مهى قدّورة، الشيخة بولا الصباح، السيد رجا صيداوي، السيد رياض الصادق، السيد ايلي خوري والدكتور بول سالم. |
| 2019  | الدكتور أحمد هيكل، الأميرة عالية الطبّاع، السيد خالد جناحي، الدكتورة فريدة العلّاغي، الليدي حياة بالومبو، السيد عبد الحميد صدّيقي، السيدة بولا العسكري، السيدة فادومو دايب، السيد إميل حدّاد، السيد شوان طه، السيد رفيق بن عياد، السيدة مهى قدّورة، الشيخة بولا الصباح، السيد رجا صيداوي، والدكتور هلال الساير. |
| 2018  | الدكتور أحمد هيكل، الدكتور عاكف المغربي، الأميرة عالية الطبّاع، السيد عزيز مكوار، السيد كارلوس غصن، الدكتور إلياس الجويني، الدكتورة فريدة العلّاغي، الشيخة هلا آل خليفة، الليدي حياة بالومبو، السيد خالد جناحي، السيدة نورا جنبلاط، الدكتورة نهى الحجيلان، الشيخة بولا الصباح، السيد رجا صيداوي، السيد رياض الصادق، الشيخ صالح التركي. |
| 2017  | الدكتور أحمد هيكل، الدكتور عاكف المغربي، الأميرة عالية الطبّاع، السيد كارلوس غصن، الشيخة هلا آل خليفة، الليدي حياة بالومبو، السيد عيس أبو عيس، الدكتور الأخضر الإبراهيمي، السيد مارك ليفي، السيدة نورا جنبلاط، الدكتورة نهى الحجيلان، الشيخة بولا الصباح، السيد رجا صيداوي، السيد رياض الصادق، الشيخ صالح التركي، السيد سمير بريخو. |
| 2016  | الدكتور أحمد هيكل، الأميرة البندري بنت عبد الرحمن الفيصل، السيد كارلوس غصن، الدكتورة فريدة العلاقي، السيد عيس أبو عيس، الدكتور الأخضر الإبراهيمي، الشيخة مي آل خليفة، السيد مارك ليفي، الملكة نور الحسين، السيدة نورا جنبلاط، الدكتورة نهى الحجيلان، الشيخة بولا الصباح، السيد رجا صيداوي، السيد رياض الصادق، الشيخ صالح التركي، السيد سامر خوري، السيد سمير بريخو، السيد توماس أبراهام.                                                      |
| 2015  | الدكتور أحمد هيكل، السيدة أسماء المطوّع، الأميرة البندري بنت عبد الرحمن الفيصل، السيد كارلوس غصن، الدكتورة فريدة العلاقي، الليدي حياة بالومبو، السيد عيس أبو عيس، الدكتور الأخضر الإبراهيمي، الشيخة مي آل خليفة، الأمير منصور بن ناصر بن عبد العزيز، السيد مارك ليفي، الملكة نور الحسين، السيدة نورا جنبلاط، الشيخة بولا الصباح، السيد رجا صيداوي، الشيخ صالح التركي، السيد سامر خوري، السيد سمير عساف، السيد سمير بريخو، السيد توماس أبراهام. |
| 2014  | السيد أندري أزولاي، الأميرة البندري بنت عبد الرحمن الفيصل، الدكتورة حنان عشراوي، السيد عيس أبو عيس، الليدي حياة بالومبو، الشيخة مي آل خليفة، السيد مارك ليفي، السيد معتز الألفي، الملكة نور الحسين، السيدة نورا جنبلاط، الشيخة بولا الصباح، السيد رجا صيداوي، الشيخ صالح التركي، السيد سامر خوري، الدكتورة سعاد الجفالي. |
| 2013  | البروفسور آلان كاربنتييه، السيد أمين معلوف، السيد أندري أزولاي، السيد كارلوس غصن، الدكتورة حنان عشراوي، الدكتور الأخضر الإبراهيمي، الدكتورة ليلى شرف، الشيخة مي آل خليفة، السيد مارك ليفي، السيد محمد منصور، الملكة نور الحسين، الدكتورة نهى الحجيلان، الشيخة بولا الصباح، السيد رجا صيداوي. |
| 2012  | السيد أمين معلوف، السيد أندري أزولاي، السيد كارلوس غصن، الدكتور الأخضر الإبراهيمي، الدكتورة ليلى شرف، الشيخة مي آل خليفة، السيد مارك ليفي، الملكة نور الحسين، الدكتورة نهى الحجيلان، السيد رجا صيداوي. |
| 2011  | السيد كارلوس غصن، الدكتورة حنان عشرواي، الدكتور الأخضر الإبراهيمي، الملكة نور الحسين، السيد رجا صيداوي. |
| 2010  | الدكتور بطرس بطرس غالي، السيد كارلوس غصن، الأمير الحسن بن طلال، السيد مروان المعشر. |

### معرض

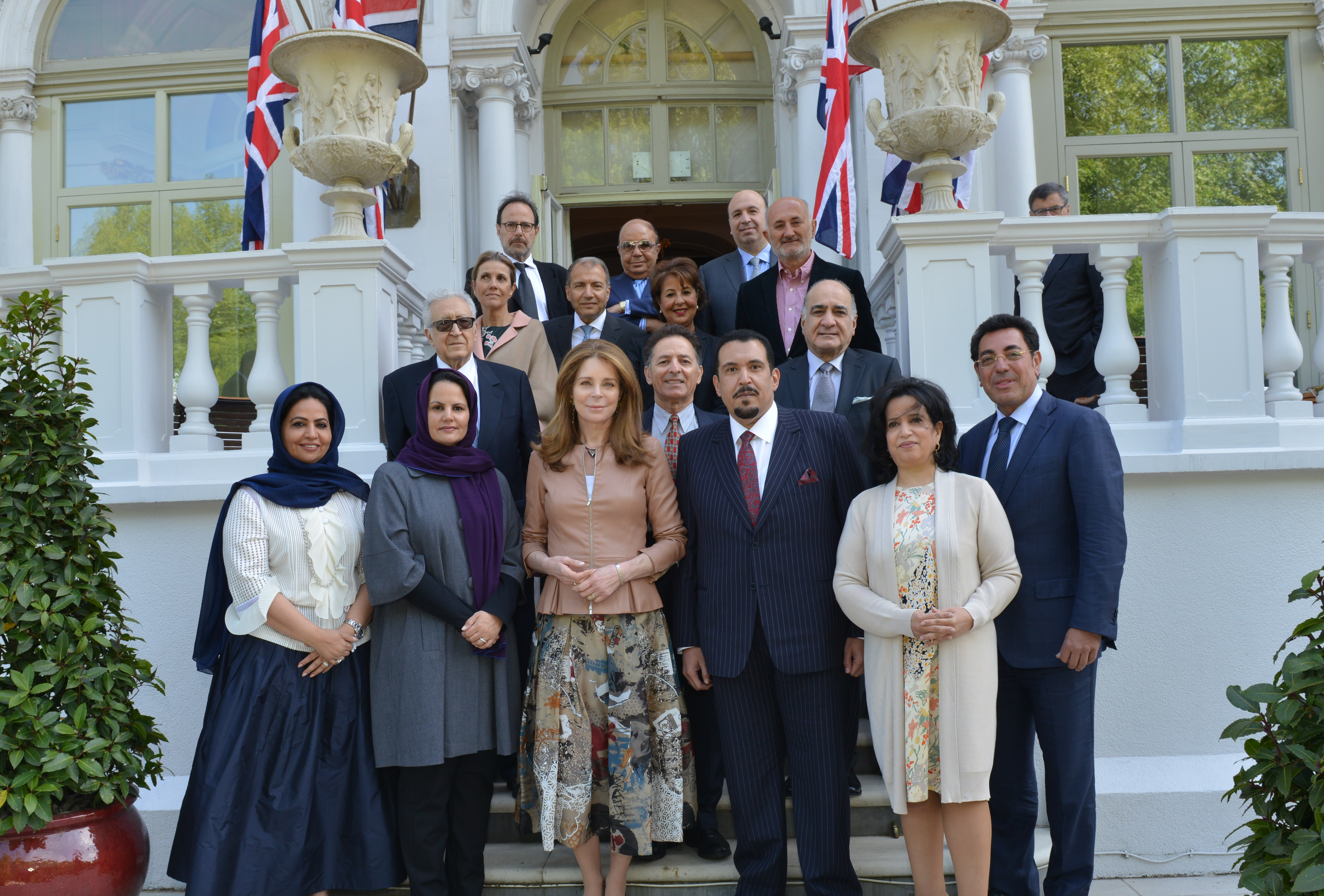
اجتماع أعضاء مجلس تحكيم تكريم في لندن، 2015.
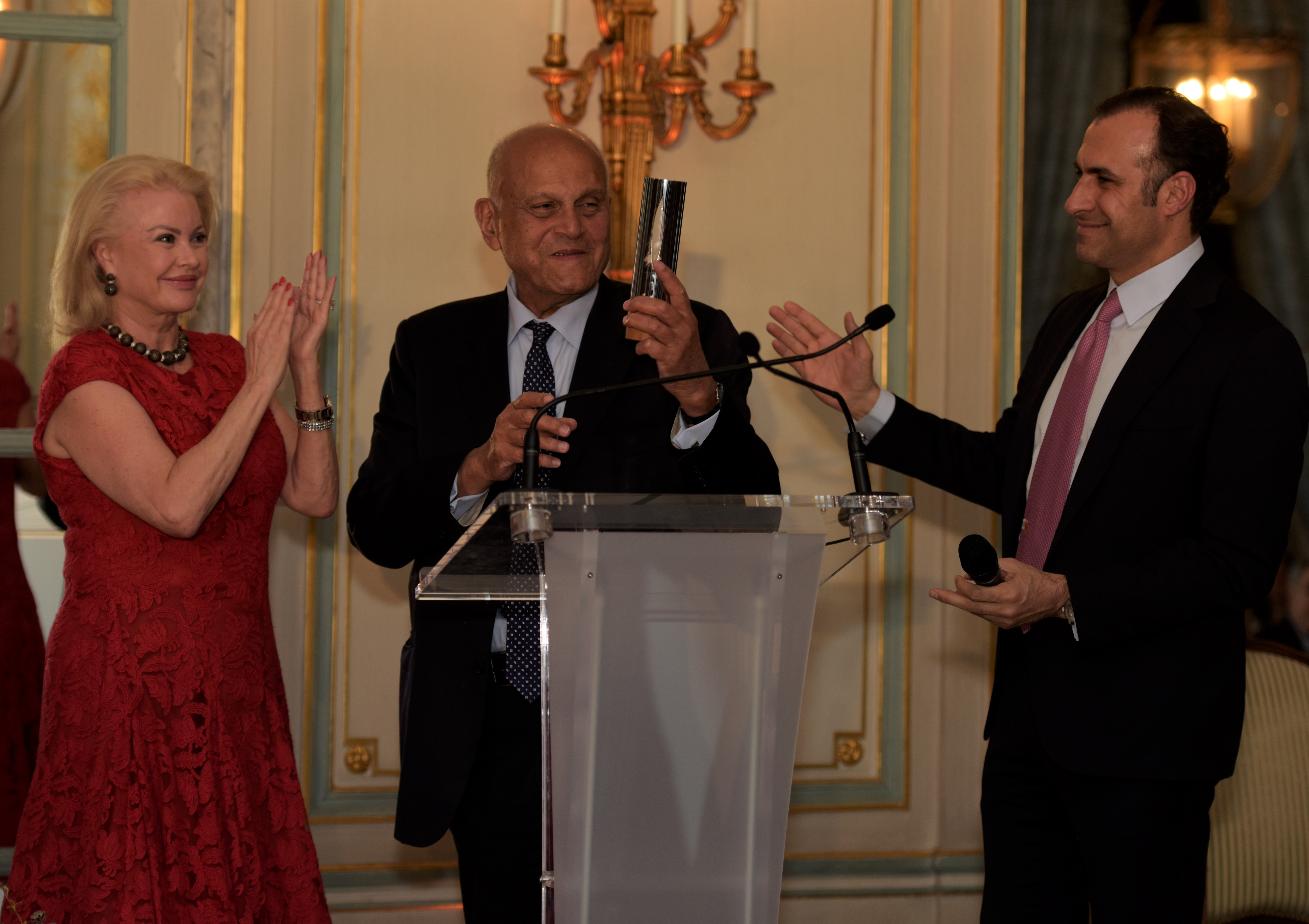
مجدي يعقوب يحمل جائزته في باريس، 2018.
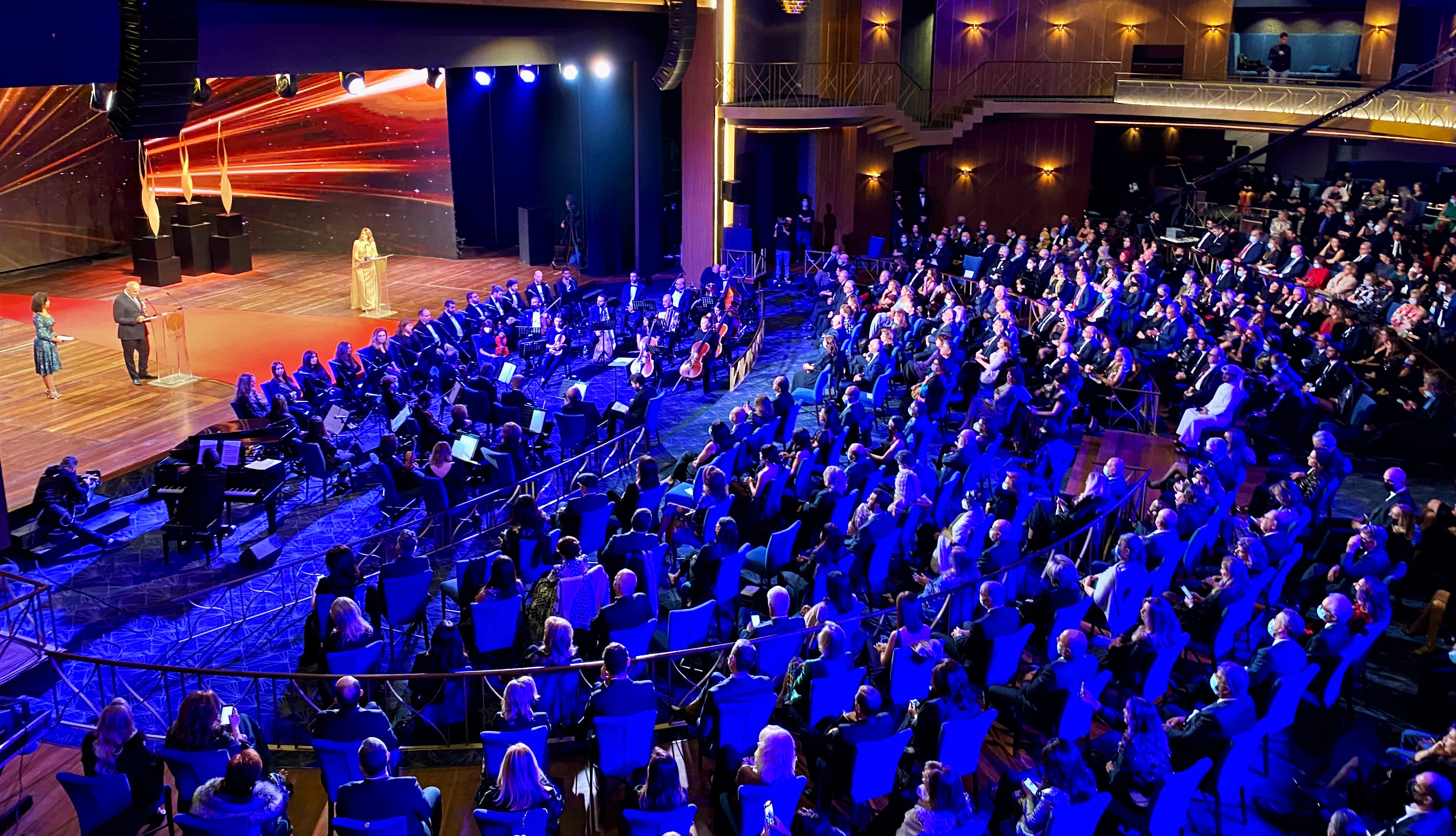
من حفل توزيع جوائز تكريم في بيروت، 2021

## شهادات مجلس مؤسسة «تكريم»
يضمّ مجلس مؤسسة «تكريم» عدداً من أبرز الشخصيات العربية والدولية، وهي تعمل على نشر روح المبادرة ودعمها اجتماعياً وثقافياً في العالم.
فقد أشار عضو "المجلس التحكيمي" الصناعي كارلوس غصن إلى أنّ «تكريم» تسلّط الضوء على العرب الذي يعملون بأقصى طاقاتهم ويتميّزون في الأعمال والعلوم والتعليم والعمل الإنساني... مقدّمين صورة مشرّفة عن المنطقة، تعكس ثقافتها وتنوّعها وانفتاحها على العالم. وهي تقدّم نماذج مشرقة ولعلّها تأتي بالتوقيت المناسب الذي تحتاجه البلاد العربية".
كما وقد شرحت «المجلس الفخري» لمؤسسة «تكريم» الشيخة مي بنت محمد آل خليفة أن «مملكة البحرين فخورة بأن تكون جزءاً من هذه المبادرة الرائدة، التي تشجّع وتكرّم الثقافة والإنسانية والجمال في منطقتنا».
علّقت عضو «المجلس الاختياري» لانا غاوي زنانيري في «جوردان تايمز» أنها سعيدة باستضافة الأردن لمؤسسة «تكريم»، نظراً لأهميتها ثقافياً وسياحياً «وأكّدت أن «تكريم» تسلّط الضوء على قصص نجاح مغمورة وتساعدها على الانطلاق وأخذ مكانها في العالم لما للمبادرة من وقع دولي وتأثير إعلامي».

## الفائزون
| العام | المبادرين الشباب           | الإبداع العلمي والتكنولوجي | الإبداع الثقافي                  | التنمية البيئية المستدامة                   | المرأة العربية الرائدة | الإبداع في مجال التعليم     | الخِدمات الإنسانية والمدنية                                    | القيادة البارزة للأعمال | المساهمة الدولية في المجتمع العربي        |
| ----- | -------------------------- | -------------------------- | -------------------------------- | ------------------------------------------- | ---------------------- | --------------------------- | ------------------------------------------------------------- | ----------------------- | ----------------------------------------- |
| 2023  | أنيس القلال                | رشيد دريش                  | الصندوق العربي للثقافة والفنون   | يوسف الحر                                   | أماني التونسي          | زريق فهد                    |                                                               | حاتم دويدار             |                                           |
| 2022  | أحمد الزيني                | هالة زريقات                | نصير شمة                         | انفايرومنت آرابيا للخدمات الاستشارية        | مناهل ثابت             | غادة فغالي                  | زينه سلمان                                                    | سامر خوري               | منظمة ليونارد التعليمية                   |
| 2022  | أحمد الزيني                | هالة زريقات                | نصير شمة                         | رزان المبارك                                | مناهل ثابت             | غادة فغالي                  | جمعية أطفالنا للصم                                            | سامر خوري               | منظمة ليونارد التعليمية                   |
| 2022  | أحمد الزيني                | هالة زريقات                | نصير شمة                         | رزان المبارك                                | مناهل ثابت             | غادة فغالي                  | اسامه – بيرث اند بيوند جمعية المساعدة للأم والطفل في المستشفى | سامر خوري               | منظمة ليونارد التعليمية                   |
| 2021  | عمر عيتاني                 | محمد سليم العلويني         | الشيخة حور القاسمي               | بكرزاي                                      | بلقيس بدري             | وايز                        | جمعية البرامج النسائية                                        | كارل البستاني           |                                           |
| 2021  | عمر عيتاني                 | محمد سليم العلويني         | الشيخة حور القاسمي               | ريا العاني                                  | بلقيس بدري             | وايز                        | أسامة الثني                                                   | كارل البستاني           |                                           |
| 2019  | رامي القواسمي              | هلال الأشول                | كريم وصفي المكتبة الخالدية       | جمعية حماية البيئة من التلوث APE مازن قمصية | أسماء بن حميدة         | هيفاء جمل الليل إنجاز العرب | هشام الذهبي                                                   | جورج بيطار              | مؤسسة مينتور                              |
| 2018  | نادين حشاش حرم سامي حوراني | رشيد يزمي                  | أحمد ماطر                        | ماجدة أبو راس                               | فارعة السقاف           | الطاهر بن الأخضر            | ماجدة جبران                                                   | إميل حداد               | المعونة الأميركية للاجئين في الشرق الأدنى |
| 2017  | غانم المفتاح               | زهير الهليس                | المركز العربي الأميركي           | سارة التومي                                 | معالي العسعوسي         | نهلا حولّا                   | جسور                                                          | ريمون دبّانة             | البستان بذور الحضارة                      |
| 2016  | زياد سنكري                 | طارق أمين                  | فنّي رغمًا عنّي                     | فاطمة جبريل                                 | زينب سلبي              | النيزك                      | عزة عبد الحميد                                                | سليم بسول               | أشوكا                                     |
| 2015  | خالد الخضير                | فضلو خوري                  | مؤسسة الكمنجاتي                  | الحركة البيئية اللبنانية                    | فيان دخيل              | روان بركات                  | جمانة عودة                                                    | نبيل حبايب              | منظمة إنقاذ الطفولة                       |
| 2014  | كامل الأسمر                | لحاظ الغزالي               | معهد إدوارد سعيد الوطني للموسيقى | معهد الأبحاث التطبيقية – القدس (أريج)       | أمل الباشا             | عزّه كامل                    | أمينة السلاوي                                                 | سميح طوقان              | جمعية إغاثة أطفال فلسطين                  |
| 2013  | خالد السبعاوي              | أمين قسيس                  | جورج طرابيشي                     | سامح سيف غالي                               | هناء إدوار             | جهاد شجاعية                 | ندوة القرغولي                                                 | جورج الترس              | التعليم من أجل التوظيف                    |
| 2012  | حبيب حداد                  | ناجي حبيب                  | سامية الزرو                      | محمية أرز الشوف                             | ماجدة السنوسي          | مؤسسة عبد المحسن القطان     | سيزوبيل                                                       | سعد عبد اللطيف          | سندباد أكت سود                            |
| 2011  | سمر محارب                  | مجيد كاظمي                 | محمد غني حكمت                    | طبيعة العراق                                | سهير بلحسن             | أسرة إلهام                  | سعاد الجفالي                                                  | غانم بن سعد السعد       | جورج غالوي                                |
| 2010  | رنا شنواني                 | عبد المجيد حمودة           | سلمى الخضراء الجيوسي جاك شهين    | إنفيرومينا باور سيستمز                      | ناهدة نكد              | صوما بو جودة                | أركانسيال                                                     |                         | مجلس التفاهم العربي                       |

| العام | إنجازات العمر                             | تقدير خاص                                                             | جائزة القائد التاريخي           |
| ----- | ----------------------------------------- | --------------------------------------------------------------------- | ------------------------------- |
| 2023  | غسان أبو ستة                              | محمد الزبير دار العطاء الصحفيون في الخطوط الأمامية (الصحفيون الأبطال) |                                 |
| 2021  | سعاد العامري                              |                                                                       |                                 |
| 2019  |                                           | الأميرة البندري بنت عبد الرحمن الفيصل كلود ضومط سرحال ستيفان أتالي    |                                 |
| 2018  | الأمير الشيخ صباح الأحمد الجابر الصباح    | مجدي يعقوب ناديا السقطي                                               | الأمير الشيخ جابر الأحمد الصباح |
| 2017  | مارون سمعان                               | الأمير سلطان بن سلمان بن عبد العزيز ملك النمر نبيل نحاس               | الملك الحسين بن طلال            |
| 2016  | زهاء حديد بيل غاتس فاتن حمامة             | الأميرة غيداء طلال إيتيل عدنان                                        |                                 |
| 2015  | غازي القصيبي رياض صادق ممدوحة السيّد بوبست | هلال ومارغريت الساير                                                  |                                 |
| 2014  | غسان تويني جيلبير شاغوري                  |                                                                       |                                 |
| 2013  | علياء الصلح                               |                                                                       |                                 |
| 2012  | الشيخ نهيان مبارك آل نهيان جيمي كارتر     | أنتوني شديد                                                           |                                 |
| 2011  | حسيب الصبّاغ هيلين توماس                   |                                                                       |                                 |

## تكريم أميركا
في عام 2019، أخذت «تكريم» التزامها بتمكين صنّاع التغيير العرب خطوةً إضافية إلى الأمام من خلال ترسيخ وجودها في الولايات المتحدة. يهدف هذا الفصل الجديد في رحلة المؤسسة إلى إنشاء الروابط وأوجه التآزر المطلوبة بين المنتشرين هنالك وشباب الداخل حتى يتمكنوا من توحيد قواهم والعمل معاً لإحداث التغيير المطلوب.

## حفل مؤسسة تكريم الربيعي
في 9 مايو 2024، تحت رعاية ألبير الثاني أمير موناكو، جمع هذا الحدث، الذي كان تحت شعار "الفن من أجل قضية"، شخصيات من جميع أنحاء العالم لتعزيز التبادل الثقافي، ودعم القضايا الإنسانية الأساسية.
شهدت الأمسية عرضًا دوليًا للعازف بشار مار خليفة، بالإضافة إلى ذلك تمّ تكريم كل من سامية حلبي، وعبد الحميد أحمد صديقي، والراحل إسكندر صفا.

## مبادرات انسانية
على هامش فعاليات جائزة تكريم السنوية وفي عام 2023 أطلق ريكاردو كرم حفل أطلق عليه اسم (نجوم تلمع أملاً) "Shining Stars of Hope"، يهدف الحدث إلى جمع التبرعات في عيد الميلاد لدعم الممثلين اللبنانيين الذين يعيشون أوضاعاً اقتصاديةً صعبة. كما ساهمت هذه المبادرة التي أشرف عليها بشكل مباشر إلى تقديم مساعدات أساسية للفنانين الذين يواجهون تحديات في الصناعة الإبداعية اللبنانية. هذا ومن المفترض أن يصبح حدثاً سنوياً مصاحباً لفعاليات جائزة تكريم.